# Sharon Chepchumba
Sharon Chepchumba Kiprono est une joueuse kényane de volley-ball née le 26 octobre 1998.

## Biographie
Née en 1998, elle envisage très tôt un parcours sportif et rêve, jusqu'au début de novembre 2014, de rejoindre l'équipe nationale kenyane de football féminin, une des meilleures équipes nationales du Championnat féminin du CECAFA. Mais finalement, sa voisine réussit à la convaincre de passer au volley-ball et de la rejoindre à l'école du district de Machakos. Après avoir convaincu dans le championnat scolaire, elle intègre un club bien connu, Prisons Kenya, qui participe au Championnat d'Afrique des Clubs de 2018 et termine quatrième, avec une contribution personnelle importante lors de la phase finale de cette compétition au Caire. Comme attaquante elle est souvent comparée à une joueuse de la génération précédente, Dorcas Ndasaba (en),. Elle est sélectionnée dans l'équipe du Kenya féminine de volley-ball, avec laquelle elle participe au championnat du monde 2018,,.
Elle remporte la médaille d'or des Jeux africains de 2019.
Elle dispute le Championnat d'Afrique féminin de volley-ball 2021, terminant à la 2e place ; elle remporte le prix de la meilleure attaquante à l'issue de la compétition.

## Clubs
- 2017-2018  Kenya Prisons

## Palmarès
- Médaille d'or aux Jeux africains de 2019.
- Médaille d'or au Championnat d'Afrique féminin de volley-ball 2023
- Médaille d'argent au Championnat d'Afrique féminin de volley-ball 2021
- Meilleure joueuse du Championnat d'Afrique féminin de volley-ball 2023[7]